# Cisticola bodessa
El cistícola boran (Cisticola bodessa) es una especie de ave paseriforme de la familia Cisticolidae propia de las montañas del Cuerno de África.

## Distribución y hábitat
Se encuentra en las montañas de Etiopía, Eritrea, Kenia y el este de Sudán del Sur. Se encuentra en una gran variedad de hábitats montañosos, desde el bosque y las sabanas, hasta las zonas de matorral y herbazales con preferencia por las zonas rocosas.